# Счастливое число (happy number)
Счастливое число (англ. happy number) — число, определённое следующим процессом: начиная с любого положительного целого числа, мы заменяем это число суммой квадратов его цифр в десятичной системе счисления и повторяем данный процесс, пока число либо не станет равно 1 (где весь процесс остановится), или попадёт в бесконечный цикл, не содержащий 1. Числа, для которых данный процесс заканчивается единицей, называются счастливыми числами, в то время как те, для которых процесс не заканчивается единицей, считаются несчастливыми числами (или грустными числами).

## Краткое исследование
Более формально, если дано число {\displaystyle n=n_{0}}, мы определяем последовательность {\displaystyle n_{1}}, {\displaystyle n_{2}}, … где {\displaystyle n_{i+1}} — это сумма квадратов цифр числа {\displaystyle n_{i}}. Тогда число n является счастливым тогда и только тогда, когда существует такое i, что {\displaystyle n_{i}=1}.
Если число счастливое, то все члены его последовательности тоже счастливые; если число несчастливое, то все члены его последовательности также несчастливые.
К примеру, число 19 счастливое, так как соответствующая ему последовательность такова:
12 + 92 = 82
82 + 22 = 68
62 + 82 = 100
12 + 02 + 02 = 1.
Первые 143 счастливых числа до 1000:
1, 7, 10, 13, 19, 23, 28, 31, 32, 44, 49, 68, 70, 79, 82, 86, 91, 94, 97, 100, 103, 109, 129, 130, 133, 139, 167, 176, 188, 190, 192, 193, 203, 208, 219, 226, 230, 236, 239, 262, 263, 280, 291, 293, 301, 302, 310, 313, 319, 320, 326, 329, 331, 338, 356, 362, 365, 367, 368, 376, 379, 383, 386, 391, 392, 397, 404, 409, 440, 446, 464, 469, 478, 487, 490, 496, 536, 556, 563, 565, 566, 608, 617, 622, 623, 632, 635, 637, 638, 644, 649, 653, 655, 656, 665, 671, 673, 680, 683, 694, 700, 709, 716, 736, 739, 748, 761, 763, 784, 790, 793, 802, 806, 818, 820, 833, 836, 847, 860, 863, 874, 881, 888, 899, 901, 904, 907, 910, 912, 913, 921, 923, 931, 932, 937, 940, 946, 964, 970, 973, 989, 998, 1000 последовательность A007770 в OEIS.
На счастливость числа не влияет перестановка его цифр, вставление или удаление любого числа нулей в любой части числа.
Неравные друг другу комбинации цифр которые формируют счастливые числа вплоть до числа 1000 (остальные числа — просто перегруппировки и/или вклинивания нулей):
1, 7, 13, 19, 23, 28, 44, 49, 68, 79, 129, 133, 139, 167, 188, 226, 236, 239, 338, 356, 367, 368, 379, 446, 469, 478, 556, 566, 888, 899. последовательность A124095 в OEIS.

## Счастливые простые числа
Счастливое простое число это число, которое одновременно счастливое и простое. Далее перечислены все счастливые простые числа которые меньше 500 
7, 13, 19, 23, 31, 79, 97, 103, 109, 139, 167, 193, 239, 263, 293, 313, 331, 367, 379, 383, 397, 409, 487 последовательность A035497 в OEIS. 
В отличие от счастливых чисел, нельзя предполагать что перераспределение цифр в счастливом простом числе создаст другое счастливое простое число. Например, используя счастливое простое число 19 мы не можем утверждать что 91 это счастливое простое число, так как 91 не является простым числом.
Все числа, и следовательно все простые числа, принимающие форму 10n + 3 или 10n + 9 для n более 0 являются счастливыми. Это не означает что это единственные счастливые простые числа, что доказано последовательностью приведённой выше.
Палиндромное простое число 10150006 + 7426247⋅1075000 + 1 также является счастливым простым числом с 150007 цифр, потому что большое количество нулей не вносит вклад в сумму квадратов цифр, и {\displaystyle 1^{2}+7^{2}+4^{2}+2^{2}+6^{2}+2^{2}+4^{2}+7^{2}+1^{2}=176}, которое является счастливым числом. Пол Джоблинг (англ. Paul Jobling) нашёл данное число в 2005 году.
На 2010 год, самое большое счастливое простое известное число это {\displaystyle 2^{42643801}-1} (Число Мерсенна). В его десятичной форме содержится 12837064 цифры.